# Santa Rosa de Copan Airport
Santa Rosa de Copan Airport är en flygplats i Honduras.   Den ligger i departementet Departamento de Copán, i den västra delen av landet, 180 km väster om huvudstaden Tegucigalpa. Santa Rosa de Copan Airport ligger 1 084 meter över havet.
Terrängen runt Santa Rosa de Copan Airport är huvudsakligen kuperad, men den allra närmaste omgivningen är platt. Santa Rosa de Copan Airport ligger uppe på en höjd. Runt Santa Rosa de Copan Airport är det ganska glesbefolkat, med 48 invånare per kvadratkilometer. Närmaste större samhälle är Santa Rosa de Copán, 2,3 km sydväst om Santa Rosa de Copan Airport.  